# Vincent Mignot
Vincent Mignot, né à Paris entre 1725 et 1730 d’une famille originaire de Sedan et mort en 1791, est un historien français. 
Il était neveu de Voltaire, avec qui il conserva toujours de bons rapports, entra dans les ordres sans recevoir toutefois la prêtrise, obtint, entre autres bénéfices, l’abbaye de Sellières en Champagne, devint conseiller-clerc au Grand Conseil et se démit de cette charge en 1765. 
Grimm nous apprend dans sa Correspondance qu’il était gros comme un tonneau et fort honnête homme. Voltaire, qui l’aimait beaucoup, l’institua un de ses héritiers. Mignot assista aux derniers moments de l’illustre philosophe, et, dans la crainte que le clergé de Paris ne refusât la sépulture à son oncle, il fit transporter ses restes à Sellières, d’où ils devaient être transportés plus tard au Panthéon. C’était un homme charitable et instruit.

## Œuvres
On lui doit : 
Histoire de l’impératrice Irène (1762) ; Histoire de Jeanne Ire, reine de Naples (1764) ; Histoire des rois Catholiques Ferdinand et Isabelle (1766) ; Histoire de l’empire ottoman (1771, in-4°). 
Il a laissé aussi quelques traductions.